# Braggiet
Braggiet is een mineraal dat behoort tot de sulfiden. Het heeft de formule (Pd,Pt,Ni)S, waarbij de hoeveelheden palladium (Pd), platina (Pt) en nikkel (Ni) kunnen variëren. Doorgaans is de verhouding Pt:Pd:Ni echter ongeveer 6:3:1. Het kristalrooster is tetragonaal, waarbij elk zwavelatoom (sulfide-anion) omgeven is door een tetraëder van vier metaalatomen (-kationen).
Braggiet is opaak staalgrijs met een metallische glans. Het is een van de meest voorkomende platinahoudende mineralen en wordt aangetroffen in gelaagde stollingscomplexen, zoals het Bushveld Complex in Zuid-Afrika waar het in 1932 ontdekt is. Het was de eerste keer dat een nieuw mineraal aangetoond werd door middel van röntgenanalyse. De naam komt van de kristallograaf William Henry Bragg en zijn zoon Lawrence Bragg.
Tot de braggiet-groep behoren ook de volgende eindleden:
- vysotskiet (Pd,Ni)S
- cooperiet (Pt,Pd)S